# Lina Cardona
Lina Cardona Acosta (Medellín, 19 de enero de 1990) es una actriz y modelo colombiana, reconocida por su participación en las series de televisión La nocturna, La reina del flow, La ley del corazón, Loquito por ti, El man es Germán y Bloque de búsqueda.

## Carrera

### Inicios
Cardona nació en Medellín. Mientras estudiaba la carrera de Administración de Empresas, ingresó a la compañía de seguros Sura, donde desempeño el cargo de Gestora Comercial hasta 2013. Posteriormente se desempeñó como modelo y reina de belleza, convirtiéndose en virreina en el concurso de belleza Señorita Bogotá en 2013. Acto seguido participó en el programa de telerrealidad Colombia's Next Top Modelo del Canal Caracol, donde finalizó en la segunda posición. Formó parte más adelante del grupo de modelos conocido como Chicas Águila, recorriendo el país realizando campañas publicitarias.

### Actuación
En 2016 debutó en la televisión colombiana interpretando el papel de Maritza en la serie Bloque de búsqueda. Más adelante tuvo otras apariciones en las series Alias J.J. y Las Vega's y apareció en la película mexicana Macho. En 2017 inició su colaboración con el director colombiano Fernando Ayllón en la película El show de Cejas Pobladas, protagonizada por Ricardo Quevedo. 
Colaboraría de nuevo con el director en los largometrajes Si saben cómo me pongo ¿pa' qué me invitan? de 2018 y Feo pero sabroso de 2019, protagonizando esta última junto a Iván Marín. Otras apariciones notables en la televisión colombiana incluyen las series La Nocturna (2017), La reina del flow (2018), La ley del corazón (2019), Loquito por ti (2018) y El man es Germán (2019).

## Filmografía

### Televisión
| Año       | Título                            | Personaje        | Canal              |
| --------- | --------------------------------- | ---------------- | ------------------ |
| 2021-2022 | Última hora                       | Danna            | Prime Video        |
| 2021      | Enfermeras                        | Andrea Arias     | Canal RCN          |
| 2020      | Operación pacifico                | Lorena           | Telemundo          |
| 2019      | El man es Germán                  |                  | RCN Televisión     |
| 2019      | El invitado                       | Lucia            | Canal TRO          |
| 2018-2019 | Loquito por ti                    | Silvia           | Caracol Televisión |
| 2018-2019 | La ley de corazón                 | Mariana Ortega   | RCN Televisión     |
| 2018      | La reina del flow                 | Carolina Pizarro | Caracol Televisión |
| 2017      | La Nocturna                       |                  | Caracol Televisión |
| 2017      | Sobreviviendo a Escobar, alias JJ |                  | Caracol Televisión |
| 2016      | Bloque de búsqueda                | Maritza          | RCN Televisión     |

### Reality
| Año  | Título                     | Rol          | Canal              |
| ---- | -------------------------- | ------------ | ------------------ |
| 2014 | Colombia's Next Top Modelo | Participante | Caracol Televisión |

### Cine
| Año  | Título                                      | Personaje |
| ---- | ------------------------------------------- | --------- |
| 2023 | Disidentes                                  | Susana    |
| 2021 | No me echen ese muerto                      | Juliana   |
| 2019 | Feo pero sabroso                            | Laura     |
| 2018 | Y nos fuimos pa'l mundial                   | Sofia     |
| 2018 | Si saben cómo me pongo ¿pa' que me invitan? |           |
| 2017 | El show de Cejas Pobladas                   |           |
| 2016 | Macho (corto)                               | Adriana   |